# Sole Di Giuseppe
(S. Di Giuseppe - da "Sintonia")
Sole Pietro Di Giuseppe (Alberobello, 4 febbraio 1921 – Martina Franca, 21 gennaio 2005) è stato un poeta italiano.
Una delle figure più rilevanti della cultura letteraria martinese è conosciuto per la sua produzione poetica, durante la sua vita si è ampiamente interessato alla letteratura italiana del XIX e XX secolo e alla teologia.
Così descrive la sua poesia N. Marturano (docente di letteratura) nella prefazione del libro Sui fiumi dell'anima: «La ricchezza della sua vita interiore, delle sue emozioni, delle occasioni della sua vita, del suo volersi sentire presente nello scorrere dei momenti della storia, vengono calati in un involucro stilistico e linguistico, che sa rifarsi con decisione nel solco della tradizione letteraria italiana che si agglomera nel passaggio fra il cosiddetto nuovo e vecchio in un segmento crono-linguistico che va da Pascoli alla stagione dell'Ermetismo».
Ha pubblicato quattro raccolte poetiche: Murgiarsa - I canti dell'alba (Ed. Schena, 1983); Sintonia - I canti del giorno (Ed. Schena, 1986), con cui ha vinto il Premio Internazionale Calentano nel 1987; Sui fiumi dell'anima. I canti del vespro (Ed. Schena, 1989); Insieme. I canti della sera (Ed. Carello, 1998). Le ultime due opere rappresentano la maturità poetica di Sole Di Giuseppe. Qui i temi dell'Amore, della Natura e della Vita sono analizzati come se l'autore viaggiasse nell'universo interiore dell'uomo.
Accademico di merito dell'Accademia Universale "Federico II di Svevia", Sole Di Giuseppe è presente con molte sue poesie in alcune qualificate antologie tra le quali Poeti italiani per l'Europa (Ed. Carello, 1998).
| Controllo di autorità | SBN CFIV002643 |